# Gil Gilles
Albert Gil Ch. Gilles (Marchienne-au-Pont, 8 februari 1950 - Auvelais, 3 februari 2021) was een Belgisch volksvertegenwoordiger.

## Levensloop
In 1971 werd hij licentiaat en geaggregeerde in de toegepaste economische wetenschappen aan de Rijksuniversiteit Bergen, waarna Gil Gilles ambtenaar op het ministerie van Economische Zaken werd. Vervolgens richtte hij in Auvelais een firma op die kinderspeelgoed en geschenkartikelen verkocht. Van 1979 tot 1987 was hij leraar economie aan de handelsschool en aan het atheneum van Tamines. Tegelijk vervolgde hij een internationale sportloopbaan als tafeltennisspeler alvorens hij zich voornamelijk aan de politiek zou wijden.
In oktober 1982 werd hij voor de socialistische PS verkozen tot gemeenteraadslid van Sambreville en werd onmiddellijk schepen voor Cultuur en Onderwijs, een mandaat dat hij uitoefende van 1983 tot 1986. In 1987 werd hij eerste schepen en schepen voor Financiën, tot in 1994. In 1995 werd hij schepen voor Sociale Zaken, Tewerkstelling en Derde Leeftijd. In 1999 nam hij ontslag en bij de verkiezingen van 2000 was hij geen kandidaat meer. Hij was opnieuw kandidaat in 2006, maar op een dissidente pluralistische lijst. Hij werd verkozen, maar zetelde tot eind 2012 in de oppositie. Bij de verkiezingen van oktober 2012 was hij geen kandidaat meer.
Bij de parlementsverkiezingen van december 1987 stond Gil Gilles als eerste opvolger op de PS-lijst voor de Kamer van volksvertegenwoordigers voor het arrondissement Namen. Niettemin werd hij begin januari 1988 Kamerlid, voordeel halend uit het ontslag van de effectief gekozen Roger Bastin. Hij zetelde in de Kamer tot in 1995. Als gevolg van de toen bestaande dubbelmandaten zetelde hij gedurende deze periode eveneens in de Waalse Gewestraad en in de Raad van de Franse Gemeenschap. In dit laatste parlement was hij lid van de commissie Onderwijs.
In 1995 werd hij voor het arrondissement Namen verkozen voor het eerste rechtstreeks verkozen Waals Parlement, waardoor hij automatisch ook in het Parlement van de Franse Gemeenschap belandde. Hij werd herkozen in 1999. Van 1995 tot 1999 was hij voorzitter van de Commissie Internationale Betrekkingen in het Parlement van de Franse Gemeenschap en van 1999 tot 2004 voorzitter van de Commissie Economie, KMO's, Buitenlandse Handel en Toerisme. In 2004 werd hij door zijn partij niet meer aangezocht om zich kandidaat te stellen.